# Complotto al Cremlino
Complotto al Cremlino (Red King, White Knight) è un film per la televisione di genere spionaggio del 1989 diretto da Geoff Murphy.

## Trama
La vicenda è ambientata ai tempi di Gorbaciov. Nel KGB c'è chi trama per riportare l'URSS indietro nella storia, ai tempi della guerra fredda e della totale chiusura verso il mondo occidentale. Per evitare una guerra, la CIA richiama un agente in congedo Stoner.